# Раклиново
Раклѝново е село в Югоизточна България, община Айтос, област Бургас.

## География
Село Раклиново се намира на около 18 km запад-северозападно от общинския център град Айтос. Разположено е в долинно разширение между възвишенията на Карнобатската планина, Източна Стара планина, по полегатите склонове край малката местна река, споменавана като Анадере и Раклиндере. Има изключително чист въздух. Общинският път, водещ до Раклиново, на около километър южно от селото се разклонява и разклонението на юг-югозапад води през селата Зимен и Глумче до връзка с първокласния Подбалкански път близо до Карнобат, а разклонението на югоизток води към съседните села Тополица и Кликач и през село Черноград – отново до връзка с Подбалканския път. Надморската височина в центъра на селото при сградата на кметството е около 311 м.

## История
След края на Руско-турската война 1877 – 1878 г., по Берлинския договор селото остава на територията на Източна Румелия. От 1885 г. – след Съединението, то се намира в България с името Сефер кьой. Преименувано е на Раклиново през 1934 г.
През 1950 г. в Раклиново е учредено Трудово кооперативно земеделско стопанство (ТКЗС), което през 1958 г. се влива в ТКЗС, село Черноград.

## Население
Населението на село Раклиново наброява 521 души към 1934 г., постепенно намалява до 140 души (по текущата демографска статистика за населението) към 2018 г.

### Етнически състав
Численост и дял на етническите групи според преброяването на населението през 2011 г.:
|                     | Численост |
| Общо                | 156       |
| Българи             | 9         |
| Турци               | 131       |
| Цигани              | -         |
| Други               | -         |
| Не се самоопределят | -         |
| Неотговорили        | 16        |

## Обществени институции
Село Раклиново към 2020 г. е център на кметство Раклиново.

## Културни и природни забележителности
Има чешма в центъра. Най-големият архитектурен паметник в селото е мостът над реката.
От селото започва маркирана туристическа пътека (бяло-червено-бяло) за хижите над село Тополица и за град Айтос. Пътеката преминава през много красиви местности.

## Кухня
Кухнята е предимно мюсюлманска – курбан, баклава, печени агнета, овчи кюфтета, супа, кокошка със зеле, кадаиф.